# Respuestas del sector de la educación frente al abuso de sustancias
Las respuestas del sector de la educación al consumo de sustancias están vinculadas a la forma en que este sector elabora estrategias, desarrolla e implementa políticas y prácticas que abordan el uso de tabaco, alcohol y otras drogas en entornos educativos.

## El ecosistema de respuesta del sector de la educación

Los elementos de una respuesta integral del sector de la educación frente al consumo de sustancias

Dentro del sector de la educación, existe una gran diversidad de actores y sistemas  que  contribuyen a enriquecer el «ecosistema» de respuesta del sector. Se trata de elementos eficaces, que constan de:
- Un marco de políticas para prevenir y abordar el consumo de sustancias entre personas menores de edad y jóvenes;
- Planes de estudios nacionales o subnacionales (contenidos y métodos para la administración de esos contenidos), que incluye educación para la prevención basada en las capacidades;
- Formación y apoyo al profesorado, a los profesionales de la salud en escuelas y a otro personal escolar para planificar, desarrollar y aplicar una estrategia de intervención escolar integral;
- Intervenciones con base científica relacionadas con planes de estudios ejecutados en instituciones educativas;
- intervenciones con base científica relacionadas con el entorno escolar administradas en instituciones educativas, incluidas políticas de consumo de sustancias en escuelas y otras intervenciones de prevención con base científica administradas en el contexto de las instituciones educativas;
- Servicios de salud escolar que realizan actividades de prevención, cuidados y apoyo a jóvenes que consumen sustancias;
- Gestión, coordinación y evaluación de la respuesta en el sector de la educación, incluida la supervisión de la prevalencia del consumo de sustancias entre menores y jóvenes.

## Planes de estudios
El consumo de sustancias es uno de los muchos problemas sociales y sanitarios que la sociedad insta al sector de la educación a abordar a través de los planes de estudios, junto con otras áreas de prevención de conductas, por ejemplo, salud mental, salud sexual, nutrición y acoso escolar. En un plan de estudios, la educación para la prevención del consumo de sustancias suele integrarse en una asignatura relacionada con la salud (que puede denominarse «vida activa saludable», «vida  saludable y familiar», «salud y educación  física», «educación para las capacidades sociales y personales», «educación profesional y para la salud», «educación práctica para la vida», etc.).
Muchas escuelas también deciden complementar o sustituir la educación práctica para la vida tradicional u otro plan de estudios relacionado con la salud por un  programa estandarizado; es decir, un programa normalizado a través de la elaboración de manuales y protocolos para aquellos que los imparten. Los estudios han demostrado que este planteamiento resulta eficaz para prevenir el consumo de sustancias en una etapa posterior de la vida, para lograr una salud mental resiliente o para adquirir capacidades académicas o para la vida.
El plan de estudios que busca prevenir el consumo de sustancias antes de la edad media de inicio del consumo dentro del sistema escolar está dirigido a menores de  entre 6 y 12 años. La edad media de inicio del consumo de cualquier sustancia variará en función de la situación nacional o local. El plan de estudios de educación para la prevención durante este período educativo se centra en lo que se denomina «educación para la salud basada en las habilidades»  Tiene por objeto desarrollar capacidades personales y sociales clave, como aquellas que promueven el desarrollo emocional y social durante este período, y protegen frente al  consumo posterior de sustancias.
Además de proteger frente al consumo posterior de sustancias, se ha demostrado que la educación basada en las habilidades tiene un efecto positivo sobre las conductas problemáticas generales, el compromiso con la escuela, el rendimiento académico, la  autoestima, el bienestar mental, la autogestión y otras capacidades sociales (las pruebas de ello proceden de Australia, Canadá, Europa, Estados Unidos, África, América Latina y la India).

## Formación y apoyo para educadores y otro personal
Los estudios demuestran que la formación aumenta las probabilidades de que el o la docente realmente imparta el contenido sobre prevención basado en habilidades y lo haga del modo previsto. La formación puede ayudar a los y las profesoras a adaptar los métodos del programa a su propio estilo y sus aptitudes, manteniendo sin  embargo los componentes básicos del programa.

## Respuestas con base científica en el ámbito escolar
En el ámbito escolar, los planteamientos relacionados con la respuesta frente al consumo de sustancias pueden dividirse en dos categorías: prevención universal y prevención selectiva e indicada.

### Prevención universal
La prevención universal pretende prevenir el consumo de sustancias en toda la población escolar. Este planteamiento busca reducir los riesgos en toda la escuela o en un grupo de edad objetivo mediante la aportación de conocimientos y habilidades que protegen frente al consumo de sustancias; o mediante la modificación de las políticas escolares y el entorno para favorecer la prevención y la reducción del consumo de sustancias entre todos los y las estudiantes.

### Prevención selectiva e indicada
La prevención selectiva e indicada está destinada a individuos o grupos que corren mayor riesgo de iniciar conductas de consumo de sustancias o que ya las consumen. Estos planteamientos implican la identificación de individuos o grupos en riesgo y la orientación de los esfuerzos de prevención hacia ellos, o la identificación de personas que muestran signos tempranos de consumo de sustancias y una intervención.

## Servicios de salud escolar
Los servicios de salud escolar suelen ser prestados por personal de enfermería, pero también pueden participar médicos, psicólogos, psiquiatras, dentistas, trabajadores sociales y consejeros. Por su formación profesional, el personal de enfermería está muy bien posicionado para desempeñar un papel esencial en los servicios de salud de base escolar y en la prevención del consumo de sustancias. Su papel profesional les permite:
- Impartir educación sobre prevención en la escuela (por ejemplo, en relación con el consumo no médico de medicamentos de venta con receta por parte de menores y jóvenes)
- Identificar y gestionar con seguridad una nueva situación en la comunidad (como un patrón de consumo de una nueva sustancia).
- Ayudar a las familias y al profesorado a reconocer los signos y los síntomas del consumo de sustancias, así como los factores de riesgo relacionados con éste (como ansiedad, depresión o déficit de atención) y ayudarles a promover factores de protección frente al consumo de sustancias, como una salud mental resiliente.
- Identificar y satisfacer las necesidades relacionadas con el consumo de sustancias de estudiantes y ayudar a estos o a sus familias a localizar recursos y derivarles a servicios especializados.
- Una vez formados, realizar intervenciones breves, una respuesta efectiva frente al consumo de sustancias.[7]
- Identificar y manejar situaciones de emergencia (como sobredosis) hasta la llegada del personal del servicio de urgencias médicas, y realizar un seguimiento con el proveedor de servicios de salud.
- Promover asuntos de interés para la salud de las personas menores de edad y adultas en la comunidad.
- Dirigir y formar a otros docentes y otro personal de la escuela para que participen en el proyecto de intervención e impartan contenido con base científica en el plan de estudios.[1]

## Políticas nacionales del sector de la educación en materia de prevención del consumo de sustancias

Categorías de factores que afectan a la probabilidad de que un joven consuma sustancias.

A nivel nacional, la participación del sector de la educación es más eficaz en el contexto de una estrategia o un sistema integrado de prevención y control del uso de sustancias a largo plazo que se dirija a diversas edades y niveles de vulnerabilidad en una amplia gama de sectores. La mayoría de los países cuentan con políticas y estrategias/planes de acción nacionales en relación con el tabaco y la reducción de la oferta y la demanda de drogas, y muchos cuentan con una política o una estrategia específica relativa al alcohol. Sin embargo, la tendencia es hacia la elaboración de políticas integrales y equilibradas que integren las distintas sustancias.
Las estrategias actuales de consumo de sustancias cada vez tienen más claro que el consumo de sustancias es principalmente un problema de salud que se aborda mejor por medio de una serie de medidas de reducción de la demanda, como: intervención temprana; tratamiento; rehabilitación, medidas de recuperación y reinserción social, y medidas para minimizar las consecuencias sociales y de salud pública del consumo de sustancias. Todas estas funciones, incluida la prevención, pueden entrar en el radio de acción del sistema de salud pública.
El sector de la educación nacional tiene un claro mandato de responder frente al consumo de sustancias a través de políticas que insten la promoción de la «salud y la seguridad», los «hábitos de vida saludables» o la «preparación para la vida» entre los y las estudiantes. Por ejemplo, en la región de Europa Occidental y Asia Central, la mayoría de los países abordan el objetivo primordial de la prevención del consumo de sustancias mediante el establecimiento de leyes que obligan a las escuelas a formar capacidades y promover una cultura de hábitos saludables y conductas seguras entre las personas menores de edad y jóvenes. En este contexto, la política de prevención del consumo de sustancias en el sector de la educación ha adoptado diversas formas, que se pueden clasificar del modo que sigue:

### Políticas obligatorias en materia de consumo de sustancias en las escuelas
Las políticas nacionales en materia de sustancias pueden autorizar políticas escolares para prevenir el consumo de sustancias y sus consecuencias sanitarias y sociales dentro de las escuelas. Estas políticas incluyen la prohibición de sustancias (consumo, venta y publicidad) en los centros escolares o sus inmediaciones. Los reglamentos escolares relacionados con el consumo de sustancias suelen incluir las conductas de los profesores y otros adultos, así como políticas relativas a la gestión de incidentes relacionados.

### Educación obligatoria sobre salud y consumo de sustancias
Las políticas nacionales sobre educación pueden enaltecer la obligación de las escuelas de impartir educación y capacitación relacionadas con la salud o el consumo de sustancias. Dicha formación suele integrarse en otras asignaturas, como ciencias o educación física, o en planes  de estudios individuales sobre salud y habilidades personales. Esto significa que las metodologías de prevención y los contenidos forman parte del currículo obligatorio del profesorado.

### Prestación de servicios de salud escolar
Las políticas nacionales pueden exigir la creación de servicios de salud escolar. Estos servicios permiten prestar un abanico accesible de servicios de salud para estudiantes, incluidos servicios de salud preventiva, y de atención rutinaria o urgente. Pueden incluir personal de enfermería, asesores, consejeros, profesionales de salud mental y otro personal. Los servicios contribuyen a la educación preventiva, el desarrollo de las políticas de salud y relacionadas al consumo de sustancias en las escuelas, la identificación y las intervenciones tempranas y las relaciones con los sectores social y sanitario.

### Normas nacionales de calidad para iniciativas de prevención de base escolar
La  prevención del consumo de sustancias en las escuelas puede fomentarse y guiarse a través de normas de calidad. Estas están cada vez más disponibles (por ejemplo, normas de calidad europeas para la prevención de adicciones; Normas Canadienses para la Prevención del Uso Indebido de Sustancias entre Jóvenes en la Escuela); y normalmente abogan por una programación con base científica, una planificación y un diseño rigurosos, una actividad integral, supervisión, evaluación, desarrollo profesional y sostenibilidad. Las normas de calidad ayudan a respaldar iniciativas de políticas y orientan a las escuelas para cumplir su mandato de promover la salud y prevenir el consumo de sustancias.

### Monitoreo del consumo de sustancias entre personas menores de edad y jóvenes
Algunos países participan en el monitoreo global o regional o llevan a cabo un monitoreo a escala nacional de la prevalencia del consumo de sustancias entre personas menores de edad y adolescentes. Esta no es una actividad del sector de la educación per se, pero indica que el problema es prioritario y ofrece una idea del apoyo y, lo que es más importante, la orientación para las actividades de prevención desarrolladas en las escuelas.

## Marcos internacionales que guían una respuesta del sector de la educación
Varios estatutos internacionales estipulan la responsabilidad de diversos sectores -incluido el sector de la educación- para prevenir y minimizar los daños derivados del consumo de sustancias entre personas menores de edad y adultas. Los más importantes son los siguientes:

### Iniciativas políticas internacionales que consagran el derecho de las personas menores de edad y jóvenes a la salud y la seguridad
- Pacto Internacional de Derechos Civiles y Políticos (1966);
- Convención de las Naciones Unidas sobre los Derechos del Niño (1989);
- Marco de Acción de Dakar: Educación para Todos (2000) y Declaración de Incheon - Educación  2030: Hacia una educación inclusiva y equitativa de calidad y un aprendizaje a lo largo de la vida para todos (2015);
- Declaración y Plan de Acción «Un mundo apropiado para los niños» (2002);
- Marco de Seguimiento Global de la Naciones Unidas (2013).[1]

### Los convenios políticos recientes que se centran en la gestión de las sustancias psicoactivas y el consumo de sustancias instan a la toma de medidas de mayor calado
- Convenio Marco de la OMS para el Control del Tabaco (2005);
- Declaración Política y Plan de Acción sobre Cooperación Internacional en favor de una  Estrategia Integral y Equilibrada para Contrarrestar el Problema Mundial de las Drogas (2009);
- Estrategia Mundial de la OMS para Reducir el Consumo Perjudicial de Alcohol (2010).[1]

### Convenios de las Naciones Unidas sobre fiscalización internacional de drogas que ofrecen un marco para las iniciativas de control de la oferta y la demanda de drogas ilegales
- Convención Única sobre Estupefacientes (1961);
- Convenio sobre Sustancias Psicotrópicas (1971);
- Convención contra el Tráfico Ilícito de Estupefacientes y Sustancias Psicotrópicas (1988).[1]

### Ejemplos de iniciativas más recientes que pueden conformar y exigir una respuesta del sector de la educación
- En la Agenda 2030 para el Desarrollo Sostenible adoptada en 2015, los Estados miembros de las Naciones Unidas se comprometieron a fortalecer la prevención y el tratamiento del abuso de sustancias para 2030, en el objetivo 3.5.

- La Comisión de Estupefacientes (CND) insta a los «Estados Miembros a formular y aplicar, si procede, un sistema amplio de prevención primaria e intervención temprana basado en pruebas científicas, como las Normas Internacionales sobre la Prevención del Uso de Drogas y otras medidas, incluidas las actividades educativas y las campañas interactivas».[8]

- El documento final del Periodo Extraordinario de Sesiones de la Asamblea General de las Naciones Unidas UNGASS) sobre drogas, organizado en 2016, hace hincapié en un planteamiento equilibrado basado en la salud y los derechos humanos para abordar el problema mundial de las drogas, concediendo un mandato adicional de prevención y tratamiento.[1]